# 洛莫 (加利福尼亞州比尤特縣)
洛莫（英語：Lomo）是位於美國加利福尼亞州比尤特縣的一個非建制地區。該地的面積和人口皆未知。

## 地理
洛莫的座標為40°02′19″N 121°36′58″W / 40.03861°N 121.61611°W，而該地的平均海拔高度為1152米（即3779英尺）。